# Frieda Lagus
Frieda Lagus (auch Elfriede Lagus, geboren 1891 in Sarajewo, Österreich-Ungarn; gestorben 27. Oktober 1914 in Berlin durch Suizid) war eine Kunstgewerblerin, Modedesignerin und eine der frühen österreichischen Architektinnen.

## Leben und Wirken
Frieda Lagus war die Schwester des Redakteurs und späteren Vorstands des Österreichischen Werkbunds Otto Lagus (2. September 1889 – März 1965), der 1918 die Graphikerin und Textilkünstlerin Gabriele Lagus-Möschl heiratete. Mit ihr wurde Frieda Lagus in  der Rezeption der Werke später auch verwechselt.
Sie studierte an der Kunstgewerbeschule Wien und fertigte um 1913 Modeentwürfe für die Wiener Werkstätte (WW), die anlässlich von Modenschauen im Budapester Művészház (Kunsthaus Budapest) sowie in Berlin gezeigt wurden. Sie begleitete den ehemaligen Direktor der WW, Fritz Waerndorfer, bei seiner Ausreise in die USA. In The Times Richmond vom 6. April 1914 wird ein von ihr entworfenes, futuristisches Kleid beschrieben, dass sie auf dieser Reise trug. Vor Reisebeginn hatte sie das Atelier von Paul Poiret besucht.
Mit ihrem Beitrag zum Architekturwettbewerb „Haus der Frau“ auf der Kölner Werkbundausstellung 1914 errang sie den 2. Preis. Die Arbeit von Margarete Knüppelholz-Roeser erhielt den 1. Preis und der Entwurf von Emilie Winkelmann den 3. Preis. Lagus siedelte nach dem Wettbewerb nach Berlin über.
Peter Altenberg verarbeitete ihren Selbstmord im Gedicht Der Tod.